# Cholula, Hidalgo
Cholula är en ort i Mexiko.   Den ligger i kommunen Tianguistengo och delstaten Hidalgo, i den sydöstra delen av landet, 160 km norr om huvudstaden Mexico City. Cholula ligger 1 426 meter över havet och antalet invånare är 267.
Terrängen runt Cholula är kuperad åt nordväst, men åt sydost är den bergig. Cholula ligger uppe på en höjd. Runt Cholula är det ganska glesbefolkat, med 42 invånare per kvadratkilometer. Närmaste större samhälle är Zacualtipán, 19,1 km sydväst om Cholula. I omgivningarna runt Cholula växer i huvudsak städsegrön lövskog.